# Литинский, Святослав Владимирович
Святослав Владимирович Литынськый (род. 7 октября 1981, Львов) — украинский общественный деятель, доктор философии по физико-математическим наукам, преподаватель, известный защитник украинского языка. С 2012 года он отстаивает украинский язык посредством судебных исков при наличии нарушений действующего законодательства. Был первым гражданином Украины, который получил внутренний паспорт без русскоязычной страницы, отвоевал необходимость маркировать бытовую и электронную технику на украинском языке со стороны иностранных компаний.
Написание фамилии Литинский как Литынськый осуществлено в соответствии с правилами фонетической транскрипции для наиболее корректной передачи оригинального звучания фамилии, что является предпочтительным для иностранных фамилий, в том числе украинских, и соответствует реализации права человека на транскрибированную запись имени в соответствии с национальной традицией. Транскрибированная запись имени и фамилии человека совершается путем точного воспроизведения на письме звуков определенного языка независимо от орфографических норм.

## Биография

### Семья
- Отец — Литынськый Владимир Осипович (год рождения — 1946), геодезист, преподаватель, доктор философии по геодезии, автор ряда учебников.
- Мать — Литынська Марта Ивановна (год рождения — 1949) — международный гроссмейстер по шахматам.
- Женат, воспитывает двоих детей.

### Образование
- Львовский университет, факультет прикладной математики и информатики (1998-2003), магистр информатики.
- Львовский университет, факультет прикладной математики и информатики (2003-2007), аспирантура.
- Львовский университет, доктор философии по физико-математическим наукам.

## Деятельность

### Соблюдение законности правоохранительными органами
В 2008 году был атакован сотрудниками ГАИ за отказ выполнять незаконные требования. Сотрудники ГАИ были уволены.
Неоднократно привлекал работников ГАИ к административной ответственности за нарушение предписаний и Правил дорожного движения.
- В начале 2017 года Литынськый вместе с другими активистами провели видеонаблюдение за практической частью сдачи экзамена на получение водительских прав. В результате зафиксировано значительно меньшее число тех, кто действительно сдавал практическую часть экзамена в сравнении с тем количеством лиц, которые должны были в тот день сдавать экзамен, и в результате также получили водительские удостоверения. Собранные материалы были переданы в правоохранительные органы.[9]
- В 2018 году Литынськый как наблюдатель принимал участие в работе комиссии, которая принимает теоретическую часть экзамена для получения водительского удостоверения. Интересно, что во время присутствия активиста на экзамене, его результативность была меньшей в сравнении со всеми другими днями, в частности из-за несдачи большей частью группы одной из автошкол. Директору автошколы было направлено требование касательно переквалификации инструктора, который обеспечивал преподавание теоретического материала. Это был единственный случай в истории Сервисного центра МВД, когда теоретическую часть сдало менее трети лиц.

### Соблюдение законности Кабинетом Министров Украины
В январе 2014 г. попытался обязать Кабинет министров Украины увеличить заработную плату преподавателям. Суд отказал в иске из-за нарушенного срока давности.
18 ноября 2015 г. снова попытался обязать Кабинет министров увеличить заработную плату преподавателям.
25 мая 2016 года Окружной административный суд г. Киева вынес постановление, которым удовлетворил требования истца Литынського и обязал Кабинет министров установить законодательно установленную сумму оплаты труда отдельным категориям бюджетников (в том числе учителям, врачам, библиотекарям, социальным работникам и др.).
8 сентября 2016 года Киевский апелляционный административный суд отклонил апелляционную жалобу Кабинета министров и оставил постановление суда первой инстанции в силе. Постановление вступило в законную силу.
Кабинет министров Украины подал кассационную жалобу в Высший административный суд Украины, в которой просил остановить исполнение решения суда и отменить постановления судов первой и апелляционной инстанций. Высший административный суд отказал в остановке выполнения решения суда.
В связи с созданием Верховного Суда и ликвидацией Высшего административного суда Украины, дело было передано в Кассационный административный суд в составе Верховного Суда.
26 июня 2018 года Кассационный административный суд при Верховном Суде вынес постановление об отклонении кассационной жалобы Кабмина и оставлении решения суда первой инстанции без изменений.

### Выполнение своих функциональных обязанностей сотрудникамиМВД Украины
В январе 2015 года Святослав Литынськый, после победы в деле с паспортом, направил в Министерство внутренних дел Украины требование касательно приведения в соответствие подзаконных нормативных актов требованиям законодательства. В частности, касательно приказа МВД № 320 от 13.04.2012 года, который постановлением Львовского окружного административного суда был практически нивелирован и признан таким, что не требует правового применения при выдаче паспорта гражданина Украины.
Однако министерство не стало принимать это во внимание и перенаправило обращения гражданина в другое ведомство, с чем в будущем и обратился господин Литынськый в суд, где потребовал у Министерства рассмотреть его требование. Иск активиста удовлетворен, но МВД не остановилось и подало апелляционную жалобу. В конце концов, апелляционный суд признал законность постановления, принятого судом первой инстанции, и сейчас идет принудительное исполнение решения Государственной исполнительной службой Украины, потому что в Министерстве вовремя его не выполнили.
По состоянию на ноябрь 2017 года на Министерство внутренних дел наложили два штрафа за невыполнение судебного решения, что в совокупности составляет 15300 грн.

### Дисциплинарная ответственность руководства Национальной полиции
Святослав Литынськый обращался к Национальной полиции с требованиями о привлечении к дисциплинарной ответственности за неиспользование государственного языка в публичной работе Хатию Деканоидзе и Александра Фацевича .
В двух случаях НПУ отказала активисту. После каждого отказа Святослав Литынськый отстоял это через суд. В результате проведенного дисциплинарного расследования с Александром Фацевичем проведена соответствующая беседа.

### Дисциплинарная ответственность сотрудников ОВД
- В октябре 2017 года активист обратился во Львовский окружной административный суд с требованием обязать Главное управление Национальной полиции во Львовской области провести служебное расследование по факту невыполнения работниками Лычаковского отдела полиции требований Уголовно-процессуального законодательства при регистрации заявления о преступлении. Суд удовлетворил иск Литынського полностью.[18]
- В январе 2018 года Святослав Литынськый обратился к руководству Отдела патрульной полиции НПУ касательно привлечения к дисциплинарной ответственности начальника УПП в г. Киеве Юрия Зозулю и предоставил ссылки на факты нарушений правил дорожного движения руководителем патрульной полиции Киева. Однако в проведении служебного расследования заявителю отказано. Такой отказ Святослав Литынськый обжаловал через суд. Решением Львовского окружного административного суда иск активиста удовлетворен, а на патрульную полицию наложено обязательство повторно рассмотреть заявление о проведении служебного расследования. Не признавая такого решения, полиция попыталась обжаловать его в апелляции и кассации, однако по процессуальным причинам в открытии апелляционного и кассационного производства отказано, а решение[19] вступило в законную силу.
- Неоднократно активист обращался с заявлениями о проведении служебного расследования по фактам ненадлежащего исполнения служебных обязанностей работниками патрульной полиции при оформлении административных материалов. Однако все время руководство патрульной полиции не проводит таких расследований и не привлекает ответственных лиц к ответственности.

### Изменение приказов Министерства здравоохранения Украины (исключение русского языка)
В 2018 году Литынськый заметил, что Приказ Минздрава о регистрации лекарств содержит ссылки на подачу документов для регистрации в том числе и на русском или региональном языке, что в свою очередь противоречит Конституции Украины и языковому законодательству. Поскольку во время первого своего обращения в Министерство активист не получил должной поддержки, после выигрыша иска к Минздраву, ведомство самостоятельно исполнило решение и внесло соответствующие изменения в такой Приказ, оставив только государственный язык как единый для подачи документации, тем самым Министерство показало свою зрелость в необходимости самостоятельного исполнения судебных решений, а также пример другим ведомствам.

## Потребители
Активно отстаивает право потребителей путем обращения к продавцам, производителям, банкам. Подал более 20 судебных исков, которые вставали на защиту украинского языка. Самые важные достижения:

### Стиральные машины на украинском языке
В июне 2014 г. суд признал нарушение языкового законодательства при реализации стиральных машин без украинской маркировки, в результате чего крупные компании начали выпуск стиральных машин с украинской маркировкой. Другие производители ввели украинскую маркировку без решения суда.
В ноябре 2015 года Железнодорожный районный суд г. Львова, рассматривая дело по иску Святослава Литынського, принял постановление, которым обязал предприятие, обладающее большой сетью магазинов бытовой техники, принять меры по недопущению в будущем реализации в магазинах общества стиральных машин фирмы «Candy» с маркировкой, которая не соответствовала бы требованиям нормативно-правовых актов (отсутствие маркировки на украинском языке), а о принятых мерах сообщить суду в течение месяца со дня поступления отдельного решения.
В марте 2015 года, по обращению активиста, компания LG Group пообещала начать ввоз стиральных машин с украиноязычной маркировкой, начиная с августа 2016 года. В конце июля 2016 компания LG начала поставки таких стиральных машин в торговые сети Украины и сообщила также о начале поставок микроволновых печей с маркировкой на украинском языке.

### Выписки на украинском языке
В мае 2014 года суд признал неправомерным предоставление выписок на иностранном языке, обязал выдавать на украинском языке.
Такую же позицию поддержал Высший специализированный суд Украины по рассмотрению гражданских и уголовных дел, подтвердив позицию активиста (истца).

### Микроволновые печи на украинском языке
В марте 2015 года сообщалось о первой микроволновой печи с украинской маркировкой панели.

### Квитанции об оплате карточками на украинском языке
Выиграл ряд судов, выдача квитанций платежных терминалов на негосударственном языке признана неправомерной. На банки наложены обязательства выдавать квитанции на украинском языке.

### Приборные панели автомобилей на украинском языке
В марте 2015 года обратился к автомобильным производителям с требованием о введении украинского языка в панели приборов новых автомобилей. В январе 2016 года проходило рассмотрение вопроса о пересмотре решения суда первой и апелляционной инстанции в Высшем специализированном суде Украины по рассмотрению гражданских и уголовных дел.
Учитывая актуальность вопроса и несколько судебных исков против представительства Volkswagen в Украине, представитель производителя автомобилей Volkswagen пообещал внести изменения уже с середины 2016 года, а автомобили Volkswagen модели Touareg выпускают с возможностью выбирать украиноязычные тексты мультимедийных систем уже с ноября 2015 года.
Благодаря иску и многочисленным обращениям львовянина, компания-производитель SEAT начала выпускать авто SEAT Ateca с возможностью выбора украинского языка.
К общественному требованию прислушались компании Mercedes, Renault и BMW.

### Дело о паспорте
По решению суда (ноябрь 2014) обязал Государственную миграционную службу Украины выдать ему паспорт только на украинском языке (т. н. Дело Литынського).
Апелляционный суд подтвердил решение первой инстанции. Святослав получил паспорт, в котором русская страница заполнена на украинском языке, однако на старом бланке присутствуют печатные русскоязычные отметки.
В декабре 2015 года Высший административный суд Украины подтвердил законность требований господина Литынського и оставил в силе постановление Львовского окружного административного суда относительно противоправности действий Государственной миграционной службы Украины.
В результате Кабинет министров утвердил новый образец паспорта только на украинском языке.

### Дело о Национальном совете Украины по вопросам телевидения и радиовещания
Активист подал иск о признании бездействия Национального совета Украины по вопросам телевидения и радиовещания противоправным, ведь законодатель требует 50 % продукции украинского производства на теле- и радиоканалах. Национальный совет игнорирует это требование.
Суд первой и апелляционной инстанции отказал в удовлетворении требований.
По состоянию на май 2017 года продолжается кассационный пересмотр принятых решений судами первой и апелляционной инстанции.

### Дело об Авакове
С. Литынськый в августе 2015 г. обратился к Министерству внутренних дел Украины с просьбой предоставить аутентичный перевод на украинский язык выступления министра Арсена Авакова на негосударственном языке. После получения отказа львовянин обратился в суд и выиграл его в сентябре 2015 года.
Но Авакова это не убедило, и МВД подало апелляцию с требованием отменить решение об обязательствах министра вести государственную деятельность только на государственном языке. Впрочем, как стало известно, апелляционное заседание должно было состояться во Львовском апелляционном административном суде 9 ноября — в День украинской письменности и языка, после чего МВД отозвало апелляцию на предыдущее решение суда, и решение суда вступило в законную силу.
Реакция министра Арсена Авакова сначала была бурной и оскорбительной в адрес С. Литынського. Однако, после положительного судебного решения на официальном YouTube канале МВД все речи министра сопровождались переводом на украинский язык. А представитель министра Артем Шевченко прислал г. С. Литынському письмо с извинениями и объяснением, что министр внутренних дел Украины «человек эмоциональный» и не хотел «никоим образом обидеть» г. Литынського.

### Иск против Аппарата Верховной Рады Украины
В мае 2016 г. Святослав Литынськый обратился во Львовский окружной административный суд о признании противоправным отказа Аппарата Верховной Рады Украины предоставить перевод выступления одного из народных депутатов Украины на заседании комитета, поскольку это предусмотрено в Законе Украины «Об основах государственной языковой политики».
Суд первой инстанции иск удовлетворил. Львовский апелляционный административный суд апелляционную жалобу Аппарата ВРУ отклонил и оставил постановление суда первой инстанции в силе.
Однако, Аппарат ВРУ и в дальнейшем не желает выполнять решение суда и просил кассационный суд остановить исполнение решения по делу, в чем ему было отказано.
Верховный Суд отказал в удовлетворении кассационной жалобы Аппарата Верховной Рады Украины и оставил в силе постановления судов первой и апелляционной инстанции.
Решение суда выполнено в принудительном порядке через Отдел государственной исполнительной службы Министерства юстиции.

### Маркировка клавиатур. НоутбукHewlett-Packard
В мае 2015 года, по иску Святослава Литынського, Франковский районный суд Львова открыл производство по делу о защите прав потребителей и взыскании денежного возмещения. Поводом для подачи иска стали такие недостатки товара, как отсутствие маркировки клавиатуры ноутбука на украинском языке и отсутствие энергетической маркировки на украинском языке. Процесс длился полгода из-за затягивания рассмотрения дела ответчиком, который реализовывал представленный товар (ноутбук). Суд удовлетворил исковые требования г. Литынського и признал, что маркировка товара (ноутбука) и энергетическая маркировка товара только на негосударственном языке противоречит требованиям нормативно-правовых актов. Таким образом, Святослав Литынськый своей победой создал правовой прецедент, который способствовал решению подобных споров для всех граждан в будущем (суд по Lenovo). По состоянию на 2019 год более 50 % ноутбуков в продаже в Украине имеют украинскую клавиатуру.

### Иск о предоставлении перевода опроса директораНационального (народного) антикоррупционного бюро Украины
В мае 2016 года активист обратился в суд относительно обязательства Национального антикоррупционного бюро Украины предоставить аутентичный перевод выступления (интервью) директора Бюро с официальной веб-страницы НАБУ, в предоставлении которого ему предварительно было отказано.
По сообщению львовянина на его странице в социальной сети, производство по делу открыто, а во время первого заседания был объявлен перерыв для изучения доказательств, которые были предоставлены суду.
Иск активиста суд удовлетворил полностью. В августе 2016 года НАБУ подало апелляционную жалобу на постановление суда первой инстанции. Суд апелляционной инстанции апелляционную жалобу НАБУ отклонил, решение суда первой инстанции оставил без изменений.

### Иск об отсутствии перевода на украинский язык всей информации на странице НПУ и МВД
Постановлением Львовского окружного административного суда иск Святослава Литынського удовлетворен полностью и на полицию Украины наложены обязательства обеспечить аутентичный перевод на государственный язык информации, которую распространяют на иностранном языке на официальной странице https://www.npu.gov.ua
В связи с обжалованием судебного решения в суде апелляционной и кассационной инстанции, судебное решение не вступило в законную силу.

### Иск о предоставлении перевода информации о товарах на странице Алло (торговая сеть) и наложении обязательств перевести страницу
Решением Франковского районного суда г. Львова от 04.08.2017 года иск активиста к ООО «Алло» удовлетворен полностью и на ответчика наложены обязательства перевести страницу (предоставить все сведения на странице) на украинский язык.
В сентябре 2017 года компания «Алло» подала апелляционную жалобу в Апелляционный суд Львовской области на решение суда первой инстанции.
Апелляционная жалоба ООО «Алло» была отклонена, а решение суда первой инстанции вступило в законную силу.

### Иск об обязанности обслуживать на украинском языке в торговой сети «Космо»
В июне 2017 года совместными действиями Святослава Литынського и общественного активиста из Киева Дарницкий районный суд города Киева обязал торговую сеть «Космо» осуществлять обслуживание активиста на украинском языке. Это решение также поддержал суд апелляционной инстанции, оставив его без изменений

### Иск касательно осуществления обслуживания на украинском языке предприятиемУкраинская железная дорога
В ноябре активист совместно с другими единомышленниками, права которых были нарушены, подали иск к пассажирской компании ОАО «Украинская железная дорога» с требованием признания их действий по отказу в обслуживании на украинском языке неправомерными и обязать осуществлять такое обслуживание. Председательствующий судья по делу взял самоотвод, дело передали новой группе судей и в августе 2018 года началось рассмотрение сначала.
По состоянию на июнь 2019 года суд выигран.

### Интернет-магазины, по которым были выиграны суды и наложены обязательства перевести сайты на украинский язык
- Алло
- Бомонд
- Kasta
- Секур.юа
- MOYO (в досудебном порядке)
- Антошка (мировое соглашение)
- ЛТБ-джинс (в досудебном порядке)
- Бездор 4*4 (в досудебном порядке)
- Суперстеп (мировое соглашение)
- Безпека шоп
- Автозвук
- Косметикс (при рассмотрении дела в суде)
- Астра (при рассмотрении дела в суде)
- Цитрус (в досудебном порядке)
- Ив Роше
- Антонио Биаджи
- present4you
- Шоп Секьюрити

## Деятельность по отмене региональных языков
По состоянию на июнь 2019 года благодаря обращениям и жалобам Святослава Литынського отменены региональные языки:
- Донецкий областной совет[58]
- Харьковский областной совет[59]
- Херсонский областной совет[60]
- Херсон[61]
- Днепр[62]
- Чудейский сельский совет Черновицкой области
- Нижнепетровецкий сельский совет Черновицкой области[63]
- Одесский городской совет[64]
- Одесский областной совет [65]

Прокуратурами решается вопрос об иске:
- Берегово
- Виноградов
- Днепропетровский областной совет
- Запорожский городской совет
- Харьковский городской совет

По состоянию на июнь 2019 года невозможно отменить:
- Луганский областной совет
- Краснолучский городской совет (нынешнее название — Хрустальный)
- Донецкий городской совет

Поскольку эти города находятся на оккупированной территории, соответственно нет возможности получить надлежащую копию решения органа местного самоуправления для ее предоставления суду и опубликовать соответствующее решение в СМИ.

## Реакция Министерства иностранных дел Российской Федерации
Министерство иностранных дел Российской Федерации вспоминает о деятельности Литинского в своем итоговом докладе:
"Еще одним направлением приложения усилий в рамках политики насильственной украинизации является лишение русского языка статуса регионального в различных частях Украины. Особым усердием в этом отношении отличился националистический «активист» С.Литинский. Среди его «достижений» – лишение второго по распространенности языка страны статуса регионального также в Днепропетровской и Донецкой областях. В августе 2020 г. этот список пополнила Одесса: соответствующее решение принял Одесский окружной административный суд по окончании развязанного С.Литинским разбирательства".

## Волонтерская деятельность
С начала военного конфликта на Донбассе помогает украинским военным, собирая средства на тепловизоры, бронежилеты, ПНВ для 80-й и 24-й бригад .

## Благодарности
501 отдельный батальон Морской пехоты и ВМС, 53 ОМБр, 87 ОАэМБ, 80 ОДШБр, 57 ОМПБр, Министерства культуры Украины, ПЦУ «За жертвенность и любовь к Украине», 24 ОШБ, Центр СО «А» СБУ, УСБУ во Львовской области.

## Награды
- Знак отличия Президента Украины «Золотое сердце» (9 декабря 2022 года) — за весомый личный вклад в оказание волонтёрской помощи и развитие волонтёрского движения, в частности, при осуществлении мероприятий по обеспечению обороны Украины, защите безопасности населения и интересов государства в связи с военной агрессией Российской Федерации против Украины и преодоления её последствий[79]
- Медаль «За содействие Вооружённым Силам Украины» (10 октября 2022 года, Министерство обороны Украины) — за значительный личный вклад в дело развития Вооруженных сил Украины[80]